# 南哨镇 (剑河县)
南哨镇，是中华人民共和国贵州省黔东南苗族侗族自治州剑河县下辖的一个乡镇级行政单位。
2016年1月14日，贵州省人民政府批复同意剑河县部分乡镇行政区划调整，撤销南哨乡建制，设置南哨镇，撤乡设镇后行政区域、政府驻地不变。

## 行政区划
南哨镇下辖以下地区：
南哨村、远通村、北鲁村、久当村、朗晃村、高定村、白仟村、九虎村、乌沙村、南甲村、章汉村、白索村、德号村、翁座村、大坪村、老寨村和反召村。

## 中国传统村落
- 2012年12月，翁座村被评为首批“中国传统村落”。
- 2013年8月，巫沙村、反召村被评为第二批中国传统村落。